# Igor Michailowitsch Tschubarow

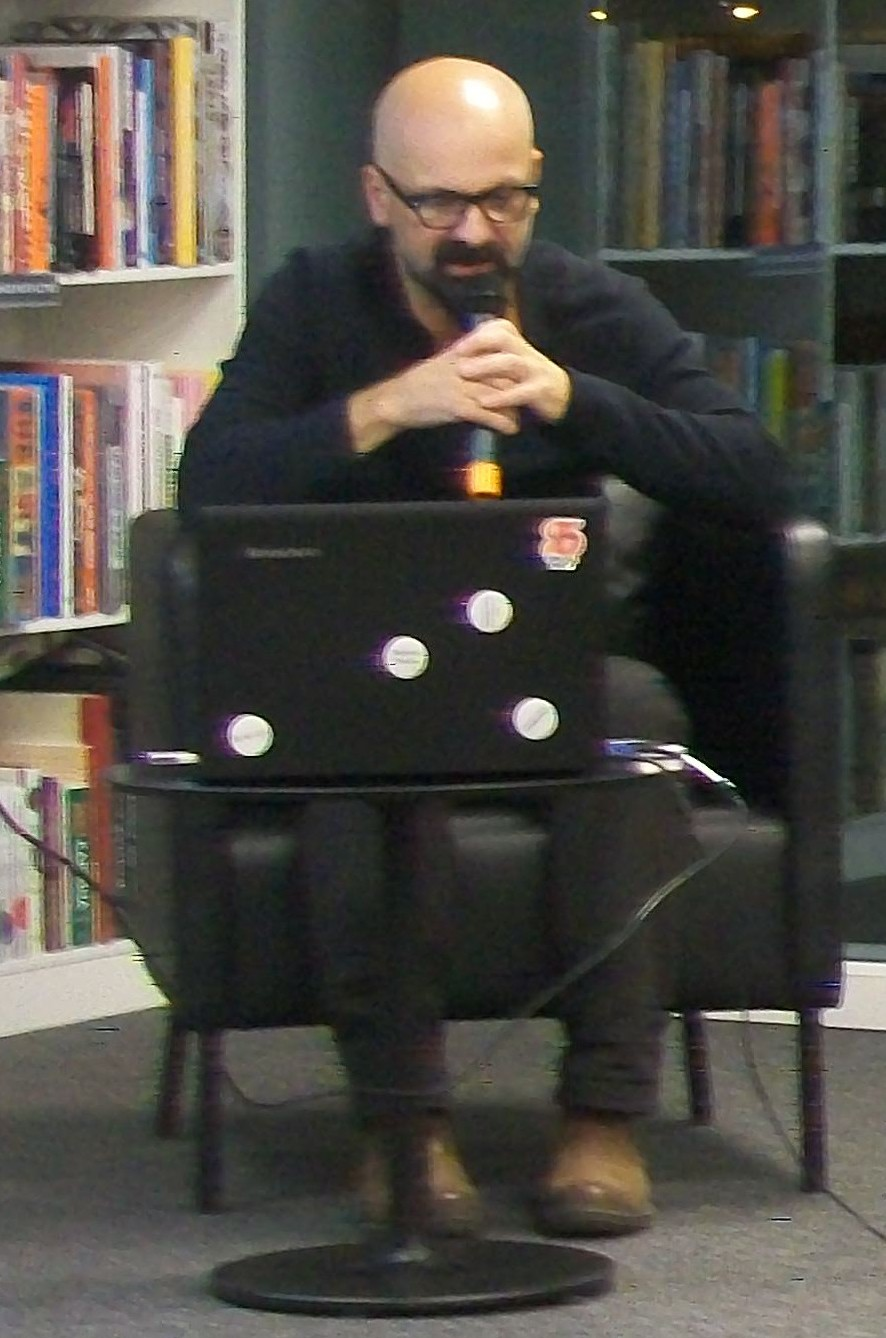
Igor Tschubarov in Jelzin-Zentrum in Jekaterinburg, 2016

Igor Michailowitsch Tschubarow (russisch И́горь Миха́йлович Чуба́ров, auch Chubarov, Tchoubarov, Čubarov * 13. Dezember 1965 in Kursk) ist ein russischer Philosoph, Kulturkritiker und Übersetzer der Werke westlicher Philosophen ins Russische. Es ist spezialisiert auf analytische Psychologie, Phänomenologie, kritische Theorie der Frankfurter Schule, Philosophie der Literatur, Medienphilosophie.

## Leben und Karriere
Tschubarow studierte von 1988 bis 1993 in Lomonossow-Universität Moskau Philosophie. Er hörte Sergei Sergejewitsch Awerinzew, Merab Mamardaschwili, Valery Podoroga und Victor Molchanov. Von 1991 bis heute ist er Mitherausgeber der philosophischen Zeitschrift „Logos“.
1999 promoviert er in Lomonossow-Universität Moskau mit einer Arbeit über Phänomenologie in Russland. Von 2001 bis 2017 arbeitete er als Wissenschaftlicher Mitarbeiter am Institut für Philosophie der Russischen Akademie der Wissenschaften. Seit 2009 ist er Mitglied der Philosophischen Fakultät der Staatlichen Universität Moskau und Kurator internationaler wissenschaftlichen Veranstaltungen. Von 2009 bis 2016 war er stellvertretender Direktor des Zentrums für zeitgenössische Philosophie und Sozialwissenschaften der Philosophischen Fakultät der Staatlichen Universität Moskau. Von 2011 bis 2015 war er Assistent des Prorektors der RGGU, Herausgeber von Verlagsprogrammen. 2014 absolvierte er die Rektorenschule des Innovationszentrums Skolkowo.
2014 wurde er in RGGU mit einer Arbeit über gemeinsame Sinnlichkeit in der russischen linken Avantgarde Doktor der Philosophie. Seit 2019 ist er Mitglied des Präsidiums der Russischen Philosophischen Gesellschaft, Kurator für Verlagsprogramme. Seit 2022 ist er ein Manager der Universal University. 2022 stellte er Telegram-Kanal „Radio Benjamin“.

## Werke
2014 verfasste er eine Monographie Gemeinsame Sinnlichkeit: Theorien und Praktiken der linken Avantgarde, in der apologisierte die künstlerischen Merkmale der russischen linken Avantgarde der 1920er und zeigte, dass diese Merkmale von dem Wunsch der avantgarden Künstler bedingt waren, sich an die Lösung der Probleme des Volkes zu wenden, das zu diesem Zeitpunkt die Möglichkeit der sozialen Befreiung erhielt. Die Studie wurde von Alexander-von-Humboldt-Stiftung und Volkswagenstiftung unterstützt. In Russland wurde das Buch mit dem Andrey-Bely-Prize in der Kategorie „Humanitäre Forschung“ ausgezeichnet.

## Lehrtätigkeit
- „Gewaltkritik“, ein Spezialkurs für Studierende der Philosophischen Fakultät der Staatlichen Universität Moskau (2011);
- „Philosophie der Dinge“, ein Spezialkurs für Studenten der Philosophischen Fakultät der Staatlichen Universität Moskau (2012);
- „Philosophische Technologien des Denkens“, ein Kurs für Studenten der Staatlichen Universität Tjumen (2018–2021);
- „Archäologie und Futurologie der Medien“, ein Kurs für Studenten der „School of Advanced Studies“ und des Instituts für Sozial- und Geisteswissenschaften der Staatlichen Universität Tjumen, Masterprogramm „Digitale Kultur und Medienproduktion“ (2018–2019);
- „Methodology of Urbanism“, ein Kurs für Studenten des Instituts für Sozial- und Geisteswissenschaften der Staatlichen Universität Tjumen, Masterprogramm „Historical Urban Studies“ (2019–2022).

## Auszeichnungen
- Andrey-Bely-Prize (2014);

- Innovationspreis (2014).

## Schriften
Monographien
- Igor Tschubarow: Коллективная чувственность: теории и практики левого авангарда (Gemeinsame Sinnlichkeit: Theorien und Praktiken der linken Avantgarde). Verlag der Wirtschaftsschule, Moskau 2016, ISBN 978-5-7598-1095-7.

Sammlungen
- Walter Benjamin; Igor Tschubarow (Hrsg.): Учение о подобии: медиаэстетические произведения (Die Ähnlichkeitslehre: Medienästhetische Schriften). RSGU-Verlag, Moskau 2012, ISBN 978-5-7281-1276-1.
- Словарь художественных терминов, 1923—1929 (Glossar künstlerischer Begriffe, 1923—1929). Logos-Altera, Moskau 2005, ISBN 5-98378-009-3.
- Антология феноменологической философии в России. (Anthologie der phänomenologischen Philosophie in Russland. Band 1–2) Logos-Verlag, Мoskau (Band 1), Progress-Tradition-Verlag, Moskau (Band 2), 1997 (Band 1), 2000 (Band 2), ISBN 5-98378-009-3.

Übersetzungen
- Walter Benjamin, Igor Tschubarow (Üb), Artemy Magun, Valery Anaschwili (Hrsg.): К критике насилия (Zur Kritik der Gewalt und andere Aufsätze). In: Kultivator. 2011 (intelros.ru PDF).
- Walter Benjamin, Igor Tschubarow, Boris Skuratow (Üb): Автор как производитель (Выступление в Институте изучения фашизма в Париже 27 апреля 1934 года) (Der Autor als Produzent. Ansprache im Institut zum Studium des Fascismus in Paris am 27. April 1934). In: Logos. 2010 (intelros.ru PDF)..

Artikel und Online-Veröffentlichungen
- Igor Tschubarow, Julia Appolonova: “Старых войн” не было, или этика дронов (комментарий к статье Николая Ссорина-Чайкова) (Es gab keine „alten Kriege“ oder die Ethik der Drohnen (Kommentar zum Artikel von Nikolai Ssorin-Tschaikow)). In: Logos. 2022 (logosjournal.ru PDF).
- Igor Tschubarow, Anastasia Rusakova, Tatjana Kruglova, Artjom Radejew (Hrsg.): Взаимное размыкание города и университета в перспективе создания "третьих мест" города и исполнения “третьей миссии” университета (Gegenseitige Öffnung der Stadt und der Universität in der Perspektive, „Dritte Orte“ der Stadt zu schaffen und die „Dritte Mission“ der Universität zu erfüllen). In: Russischer ästhetischer Kongress. Zusammenfassungen von Berichten der Teilnehmer. 2021.
- Ведьма как объект социального исключения (Die Hexe als Objekt sozialer Ausgrenzung). In: PostNauka (PostWiessenschaft). 2019.
- Литература факта post mortem левого проекта. Сергей Третьяков, Вальтер Беньямин и Варлам Шаламов Literature of Fact and the Left Movement. Sergei Tret’iakov, Walter Benjamin and Varlam Shalamov. In: Russian Literature. Band 103–105, 2019, ISSN 0304-3479, S. 305–321, doi:10.1016/j.ruslit.2019.04.013.
- Igor Tschoubarov, Inke Arns, Sylvia Sasse: Nikolai Evreinov‘s “Revolution In Itself” (Nikolai Evreinovs „Revolution an sich“). In: Nikolai Evreinov & Others: «The Storming of the Winter Palace» (THINK ART). 2017, ISBN 978-3-03734-991-5.
- Igor Tschubarow, Anne Krier (Üb): Eine Form für den Gesellschaftskörper. 2017.
- Рабы порно (Die Sklaven von Porno). In: Unsere Psychologie. 2015.
- Технология неудачи. Вальтер Беньямин как профанный мистик (Die Technik von Pech. Walter Benjamin als profaner Mystiker). In: T&P Kompass, Jüdisches Museum und Toleranzzentrum. 2015.
- Порно как искусство насилия (Porno als Kunst der Gewalt). In: PostNauka (PostWiessenschaft). 2013.
- Теория критики насилия (Theorie der Kritik der Gewalt). In: PostNauka (PostWiessenschaft). 2013.
- Emancipated Thing Versus Reified Consciousness: Interaction of the Concepts "Defamiliarization" and "Alienation" in the Russian Communist Futurist and Avantgardemovement (Emanzipiertes Ding gegen verdinglichtes Bewusstsein: Wechselwirkung der Konzepte „Verfremdung“ und „Entfremdung“ in der russischen kommunistischen Futuristen- und Avantgardebewegung). In: Russian Studies in Philosophy. 2009.
- Analyse comparée de la compréhension de la subjectivité chez G. Deleuse et chez G. Chpet (Vergleichende Analyse des Verständnisses der Subjektivität bei Gilles Deleuze und bei Gustav Speth). In: Slavica Occitania. 2008.
- Московская феноменологическая школа "Квартет" (Moskauer Phänomenologische Schule „Quartett“). In: Logos. 1998.
- Зачалось и быть могло, но стать не возмогло… : философское наследие Федора Августовича Степуна: предисловие к публикации «Жизнь и творчество» Ф. А. Степуна (Es wurde konzipiert und hätte sein können, aber es konnte nicht werden …: das philosophische Erbe von Fjodor Avgustovich Stepun: ein Vorwort zur Veröffentlichung „Leben und Werk“ von F. A. Stepun). In: Logos. 1991.